# Dorylus stanleyi
Dorylus stanleyi är en myrart som beskrevs av Auguste-Henri Forel 1909. Dorylus stanleyi ingår i släktet Dorylus och familjen myror. Inga underarter finns listade i Catalogue of Life.